# Île Wolfe
L'île Wolfe est une île canadienne du lac Ontario, à l'entrée du fleuve Saint-Laurent.

## Géographie
La plus grande des Mille-Îles, elle s'étend sur 29 km de longueur et 9 km de largeur.  

## Histoire
Elle faisait partie des terrains de chasse traditionnels du peuple Mohawk qui l'avait nommée Ganounkouesnot. Les Français l'ont appelée « Grande île » et les Anglais l'ont renommée Wolfe en l'honneur de James Wolfe.

## Personnalités liées à l'île
- Don Cherry : joueur de hockey sur glace
- Grant Allen : écrivain canadien